# Rifat Chaïkhoutdinov
Rifat Gabdoulkhakovitch Chaïkhoutdinov (en russe : Рифат Габдулхакович Шайхутдинов), né le 23 décembre 1963 à Okha, est un homme politique russe. Dirigeant du parti Plateforme civique, il est député à la Douma depuis 2016 après l'avoir déjà été de 2003 à 2011.